# تالار آینه‌ها

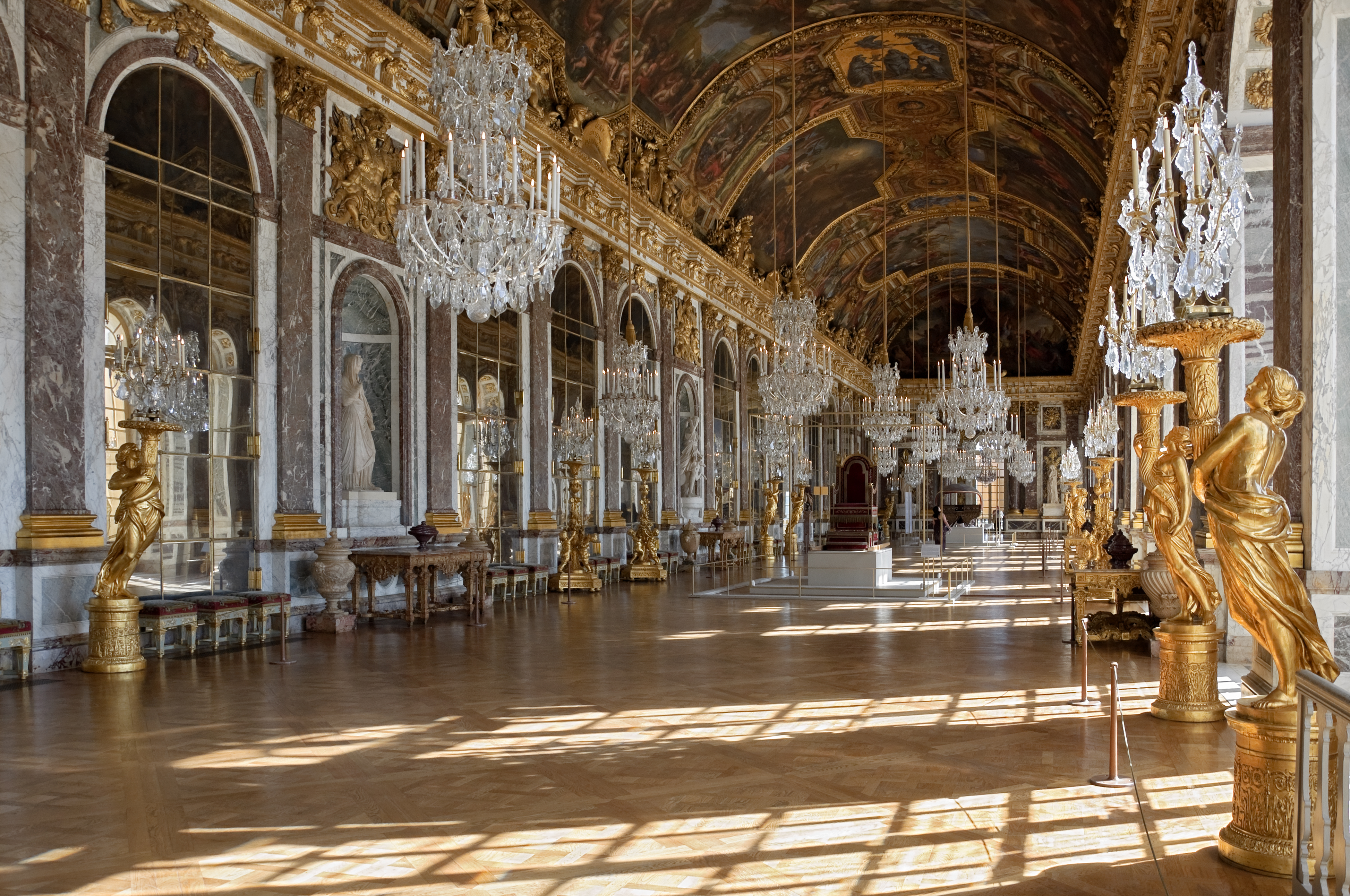

تالار آینه ها (فرانسوی: Grande Galerie, Galerie des Glaces, Galerie de Louis XIV‎) تالار مرکزی کاخ ورسای در ورسای، فرانسه است. ساخت این تالار که اصلی‌ترین بنای لوئی چهاردهم بود در ۱۶۷۸ شروع شد.
ویژگی این تالار وجود ۱۷ طاق آینه‌ای است.